# .gr
‎.gr‏ دامنه اینترنتی اختصاص داده شده به یونان است.